# Psychotria iteophylla
Psychotria iteophylla är en måreväxtart som beskrevs av Otto Stapf. Psychotria iteophylla ingår i släktet Psychotria och familjen måreväxter. Inga underarter finns listade i Catalogue of Life.